# Lepidophyma flavimaculatum
La sargantana nocturna tropical de punts grocs (Lepidophyma flavimaculatum) es una espècie de sauròpsid (rèptil) escatós de la família Xantusiidae que viu a la regió que va des del centre de Mèxic fins a Panamà.

## Descripció
La sargantana nocturna tropical de punts grocs és una de les més grans entre les sargantanes nocturnes, aconseguint una longitud de 12.7 centímetres. El seu color és gairebé negre amb una sèrie de punts grocs que li corren als costats del mateix des de la punta de la seva boca fins a la part anterior de la cua. Els punts negres es tornen primes i subtils franges grogues en arribar a la cua. També tenen una coloració groga en la part d'a baix del seu cos. Els seus caps són suaus i semblants a les d'una serp, mentre que els seus cossos estan coberts d'una pell aspra.
Com totes les sargantanes nocturnes, són animals vivípars, això vol dir que parin a les seves cries. En aquesta espècie de sargantanes també s'inclouen poblacions de solament femelles que es reprodueixen per partenogènesi (reproducció asexual) situades cap al sud de la seva frontera a Amèrica Central.

## Hàbitat
Aquestes sargantanes viuen en troncs en descomposició en climes plujosos. El temps estimat de vida de la sargantana nocturna tropical de punts grocs és al voltant de 10 a 15 anys en la naturalesa.